# Liste des îles de l'archipel maltais
Les îles de l'archipel maltais, au nombre de huit — quatre habitées et quatre inhabitées —, forment un archipel situé entre la mer Méditerranée orientale et occidentale, au plus près à 93 kilomètres au sud de la Sicile et 288 kilomètres à l’est de la Tunisie, à un minimum d'environ 340 kilomètres au nord de la Libye et 570 km à l’ouest de la Grèce (plus précisément de la Céphalonie).

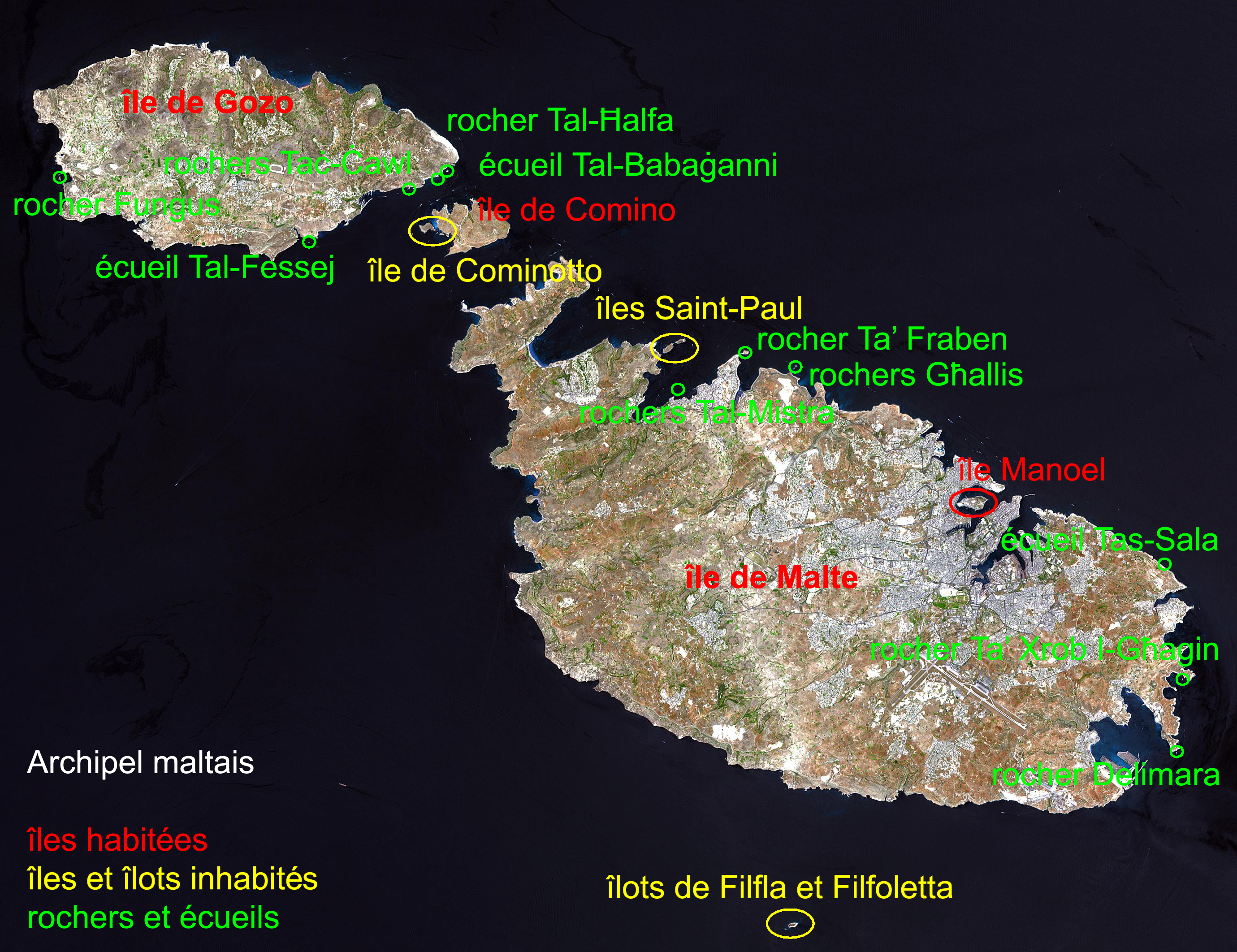
Photo satellite avec le nom des îles, îlots et rochers composant l'archipel maltais

| Île                                                          | Nom maltais                     | Nom anglais       | Superficie (km2) | Côtes (km) | Population                      |
| ------------------------------------------------------------ | ------------------------------- | ----------------- | ---------------- | ---------- | ------------------------------- |
| Malte                                                        | Malta                           | Malta             | 245,7            | 197        | 388 232                         |
| Gozo                                                         | Għawdex                         | Gozo              | 67,1             | 14         | 31 053                          |
| Comino                                                       | Kemmuna                         | Comino            | 2,76             | ?          | 4 à 8                           |
| Île Manoel                                                   | Gżira tal-Isqof ou Gżira Manoel | Manoel Island     | 0,31             | ?          | comprise dans la ville de Gżira |
| Cominotto et rochers du Lagon bleu                           | Kemmunett                       | Cominotto         | 0,11             | ?          | inhabitée                       |
| Îles de Saint-Paul (regroupent les îles Selmunett et Quartz) | Gżejjer ta' San Pawl            | St Paul's Islands | 0,09             | ?          | inhabitées                      |
| Fifla                                                        | Filfla                          | Filfla            | 0,06             | ?          | site protégé interdit d'accès   |

| Rocher                   | Nom maltais             | Nom anglais        |
| ------------------------ | ----------------------- | ------------------ |
| îlot de Filfoletta       | Ġebla ta' Filfoletta    | Filfoletta Islet   |
| Rochers Taċ-Ċawl         | Ġebel taċ-Ċawl          | Ċawl Rocks         |
| Rocher Delimara          | Ġebla ta' Delimara      | Delimara Rock      |
| Rocher Ta' Fraben        | Ġebla ta' Fraben        | Fraben Rock        |
| Fungus Rock              | Ġebla tal-Ġeneral       | Fungus Rock        |
| Rochers Għallis          | Ġebel tal-Għallis       | Għallis Rocks      |
| Rocher Tal-Ħalfa         | Ġebla tal-Ħalfa         | Ħalfa Rock         |
| Rochers Tal-Mistra       | Ġebel tal-Mistra        | Mistra Rocks       |
| Rocher Ta' Xrob l-Għaġin | Ġebla ta' Xrob l-Għaġin | Xrob l-Għaġin Rock |
| Écueil Tal-Babaġanni     | Skoll tal-Babaġanni     | Babaġanni Rock     |
| Écueil Tal-Fessej        | Skoll tal-Fessej        | Fessej Rock        |
| Écueil Tas-Sala          | Skoll tas-Sala          | Sala Rock          |